# Sigetac Novski
Sigetac is een plaats in de gemeente Novska in de Kroatische provincie Sisak-Moslavina. De plaats telt 161 inwoners (2001).